# Ниндорф-ан-дер-Штекниц
Ниндорф-ан-дер-Штекниц (нем. Niendorf a. d. St.) — община в Германии, в земле Шлезвиг-Гольштейн. 
Входит в состав района Герцогство Лауэнбург. Подчиняется управлению Брайтенфельде.  Население составляет 608 человек (на 31 декабря 2010 года). Занимает площадь 8,41 км².

Ниндорф-ан-дер-Штекниц